# Melanargia planorum
Melanargia planorum är en fjärilsart som beskrevs av Rocci 1930. Melanargia planorum ingår i släktet Melanargia och familjen praktfjärilar. Inga underarter finns listade i Catalogue of Life.